# Tempio di Giove Custode
Il Tempio di Giove Custode era un tempio minore, eretto probabilmente sul Campidoglio a Roma.
Fu edificato da Domiziano in ricordo del pericolo scampato durante l'assedio del Campidoglio da parte dei seguaci di Vitellio, accanto al tempio di Giove Ottimo Massimo, come risulta dal rilievo aureliano conservato presso il Palazzo dei Conservatori. La sua ubicazione non è unanimemente accettata: alcuni studiosi lo posizionano sul sito del podio quadrato in opera cementizia con scaglie di basalto che fu scoperto nel XIX secolo aprendo via del Tempio di Giove e che oggi è tagliato in due dalla strada stessa. La pianta quadrata non sembra tuttavia compatibile con l'edificio, inoltre secondo il rilievo esso si doveva trovare alla destra del tempio di Giove Ottimo Massimo, perfettamente in asse con il lato destro del tempio, verso il quale prospiceva la facciata del tempio di Giove Custode.
Forse si trovava nella parte del piazzale che è franata a più riprese.
| Planimetria del Campidoglio antico |
| --- |
| Area capitolina Arx Forum Romanum Fori Imperiali Velabro Tempio di Giove capitolino Tabularium Tempio di Giunone Moneta Teatro di Marcello Forum Holitorium Tempio di Bellona Tempio di Giove Feretrio Tempio di Veiove Auguraculum Iseum Tempio di Giove Custode (?) Tempio della Concordia (?) Tempio di Giove Conservatore Altare Tensarum Tempio di Giove Tonante Clivus Capitolinus Centus Gradus Porta Pandana Tempio di Giano Tempio di Giunone Sospita Tempio di Spes Tempio di Augusto Asylum Inter duos lucos Vico Giugario Campo di Marte Portico degli Dei Consenti Tempio di Vespasiano Tempio della Concordia Tullianum Clivus Argentarius Tempio di Venere Ericina Tempio di Mens (?) Tempio di Fides (?) Tempio di Ops (?) Arco di Scipione Tempio di Saturno Basilica Giulia |